# John Beatty
John Beatty (Whitesburg, 6 maggio 1961) è un fumettista statunitense.

## Biografia
Ha lavorato per la Marvel Comics e per la DC Comics ed è importante soprattutto come rifinitore dei disegni a matita di Mike Zeck su un lungo ciclo di storie di Captain America nei primi anni '80.
Ha inoltre realizzato le chine per la miniserie Guerre segrete, per i fumetti dei Ninja Turtles e per i disegni a matita di Kelley Jones per molte storie di Batman.

## Opere
Questa lista è suscettibile di variazioni e potrebbe essere incompleta o non aggiornata.

- The New Mutants vol. 1 #50 (chine)